# Maurice Charretier

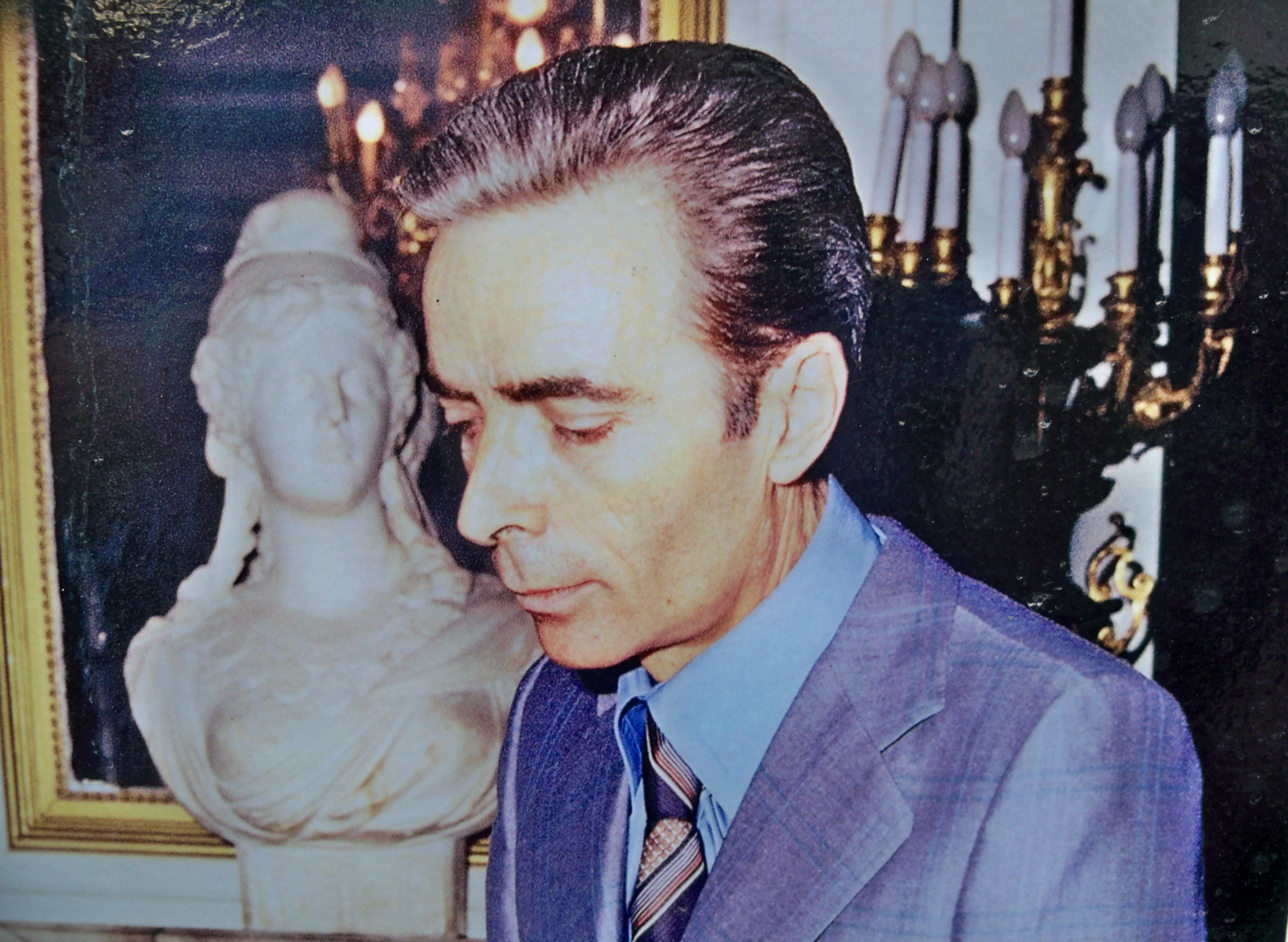
Maurice Charretier (1986)

Maurice Charretier (* 17. September 1926 in Saint-Geniès-de-Comolas, Département Gard; † 30. September 1987 in Carpentras, Département Vaucluse) war ein französischer Politiker der Union pour la démocratie française (UDF), der unter anderem Mitglied der Nationalversammlung und des Senats war. Er war zudem zwischen 1979 und 1981 Minister für Handel und Handwerk.

## Leben
Maurice Charretier war nach einem Studium der Rechtswissenschaften als Rechtsanwalt tätig. Seine politische Laufbahn begann er in der Kommunalpolitik und war unter anderem von 1965 bis zu seinem Tode 1987 Bürgermeister von Carpentras. Am 3. April 1978 wurde er für die Union pour la démocratie française (UDF) erstmals zum Mitglied der Nationalversammlung (Assemblée nationale) und vertrat in dieser bis zum 4. August 1979 das Département Vaucluse. Am 4. Juli 1979 übernahm er als Nachfolger von Jacques Barrot den Posten als Minister für Handel und Handwerk (Ministre du commerce et de l’artisanat) im Kabinett Barre III und bekleidete dieses Ministeramt bis zum 14. Mai 1981.
Am 2. April 1986 wurde Charretier für die UDF abermals Mitglied der Nationalversammlung, in der er erneut bis zum 30. September 1986 das Département Vaucluse vertrat. Er legte dieses Mandat nieder, nachdem er am 28. September 1986 zum Mitglied des Senats gewählt wurde. Er verblieb Mitglied des Senats bis zu seinem Tode am 30. September 1987 und war in dieser Zeit Mitglied des Ausschusses für Verfassungsrecht, Gesetzgebung, allgemeines Wahlrecht, Vorschriften und allgemeine Verwaltung (Commission des lois constitutionnelles, de législation, du suffrage universel, du Règlement et dadministration générale).